# Liste der Monuments historiques in Goussaincourt
Die Liste der Monuments historiques in Goussaincourt führt die Monuments historiques in der französischen Gemeinde Goussaincourt auf.

## Liste der Immobilien
| Bezeichnung              | Beschreibung | Standort            | Kennzeichnung | Schutzstatus | Datum | Bild |
| ------------------------ | --- | ------------------- | ------------- | ------------ | ----- | ---- |
| Château de Goussaincourt | mittelalterliche Burg, im 17. und 18. Jahrhundert zum Schloss umgebaut, einschließlich des Parks mit seiner Ummauerung | 4 Grande Rue (Lage) | PA55000038    | Inscrit      | 2009  |      |

## Liste der Objekte
| Bezeichnung                       | Beschreibung | Standort                                      | Kennzeichnung | Schutzstatus | Datum | Bild |
| --------------------------------- | --- | --------------------------------------------- | ------------- | ------------ | ----- | ---- |
| Kanzel                            | Stein, 16. Jahrhundert | in der Kirche St-Gervais-et-St-Protais (Lage) | PM55000272    | Classé       | 1944  |      |
| Spritzenwagen                     | 1873 gebaut; mit Ausstattung | in der Mairie (Lage)                          | PM55002697    | Inscrit      | 2010  |      |
| Pietà                             | Kalkstein, farbig gefasst, 16. Jahrhundert                                                                                                 | in der Kirche St-Gervais-et-St-Protais (Lage) | PM55001890    | Inscrit      | 1994  |      |
| Gervasius- und Protasiusreliquiar | Kupfer, vergoldet, 16. Jahrhundert | in der Kirche St-Gervais-et-St-Protais (Lage) | PM55001151    | Classé       | 1995  |      |
| Hauptaltar                        | Altartisch mit Antependium, Tabernakel und Skulpturen, sowie Retabel und Seitentüren; Holz, farbig gefasst, Stein, 17. und 18. Jahrhundert | in der Kirche St-Gervais-et-St-Protais (Lage) | PM55001342    | Classé       | 2000  |      |